# Phố Rivoli
| Phố Rivoli  | Phố Rivoli                                     |
| ----------- | ---------------------------------------------- |
|             |                                                |
| Quận        | Quận 1, 4                                      |
| Bắt đầu     | 45 Phố François Miron và 1 Phố Sévigné         |
| Kết thúc    | Quảng trường Concorde và 2 Phố Saint-florentin |
| Chiều dài   | 3070 m                                         |
| Chiều rộng  | 20.78 m                                        |
| Khánh thành | 3 tháng 5 năm 1848                             |
| Đặt tên     | 25 tháng 4 năm 1804                            |
|             |                                                |
|             |                                                |
|             |                                                |

Phố Rivoli là một trong những con phố nổi tiếng ở Paris. Nằm ở trung tâm thành phố, thuộc Quận 1 và Quận 4, phố Rivoli dài gần 3 km, bắt đầu phố Sévigné rồi trải dài tới quảng trường Concorde. Phố Rivoli ngang qua rất nhiều công trình quan trọng của thành phố: Tòa thị chính, bảo tàng Louvre, Khải hoàn môn Carrousel, vườn Tuileries... và là một trong những con phố thương mại của Paris.
| Métro Paris | Bến tàu điện ngầm: Saint-Paul, Châtelet, Louvre - Rivoli hoặc Hôtel de Ville |

## Lịch sử
Phố Rivoli được mở theo quyết định ngày 17 tháng nho năm X, tức 9 tháng 10 năm 1801. Tên phố được đặt theo tên thành phố Rivoli của Ý, nơi diễn ra chiến thắng của Napoléon Bonaparte trước quân đội Áo vào năm 1797.
Việc xây dựng phố Rivoli được chia làm nhiều giai đoạn. Phần đầu tiên, từ quảng trường Concorde tới phố Louvre được thực hiện từ 1806 tới 1835. Còn phần phía đông được kéo dài nhờ những cải tạo Paris thời Đệ nhị đế chế của nam tước Georges Eugène Haussmann.

## Phố Rivoli
Phố Rivoli là con đường một chiều, chạy theo hướng từ Tòa thị chính tới quảng trường Concorde. Phía bên kia bảo tàng Louvre, song song với Rivoli và dọc sông Seine là đường Georges Pompidou, đường kè Tuileries và François-Mitterrand với chiều ngược lại. Mặc dù là đường một chiều, Rivoli vẫn là một trục giao thông quan trọng, nối trung tâm Paris tới quảng trường Concorde, rồi được tiếp theo bởi đại lộ Champs-Élysées tới quảng trường Charles-de-Gaulle.
Đoạn đầu phố Rivoli đi ngang qua Tòa thị chính ở bên trái, còn bên phải là cửa hàng lớn BHV. Khu vực này còn có tháp Saint-Jacques, một gác chuông theo phong cách Gothic được xây dựng vào đầu thế kỷ 16. Tiếp đó, hai bên phố có sự hiện diện của rất nhiều cửa hàng thời trang như Zara, C&A, H&M, Adidas, Etam... và cửa hàng lớn La Samaritaine. Đoạn cuối, phố Rivoli chạy bên cạnh bảo tàng Louvre rồi vườn Tuileries ở bên trái. Bên phải là dãy nhà gồm các cửa hàng cổ và ở số 228 là khách sạn đặc biệt sang trọng Meurice.

## Hình ảnh

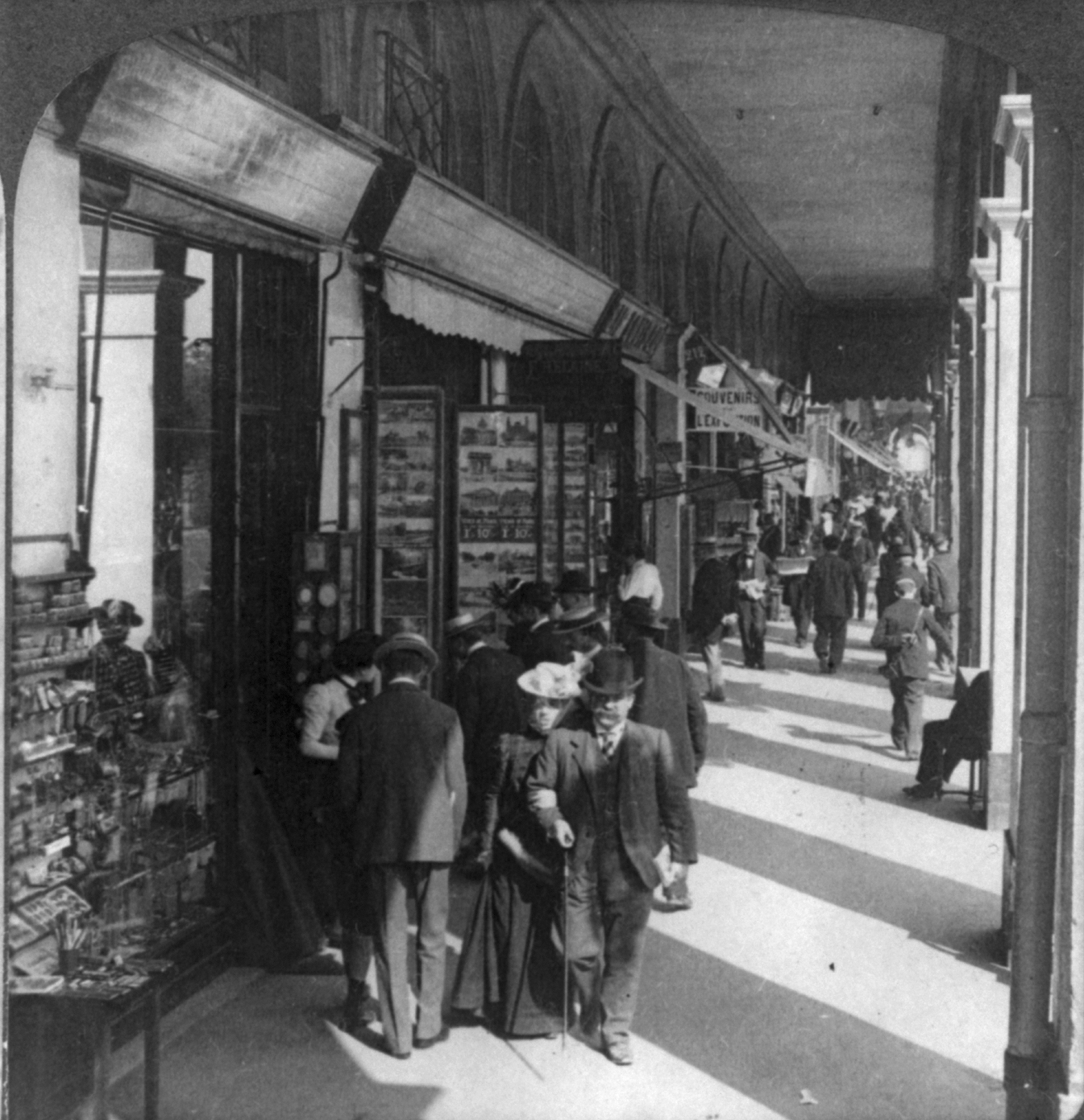
Rivoli năm 1907
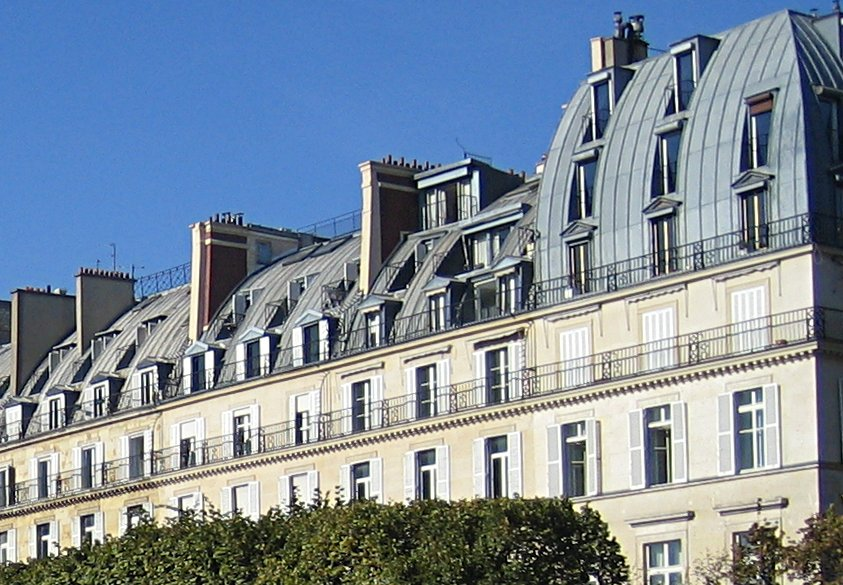
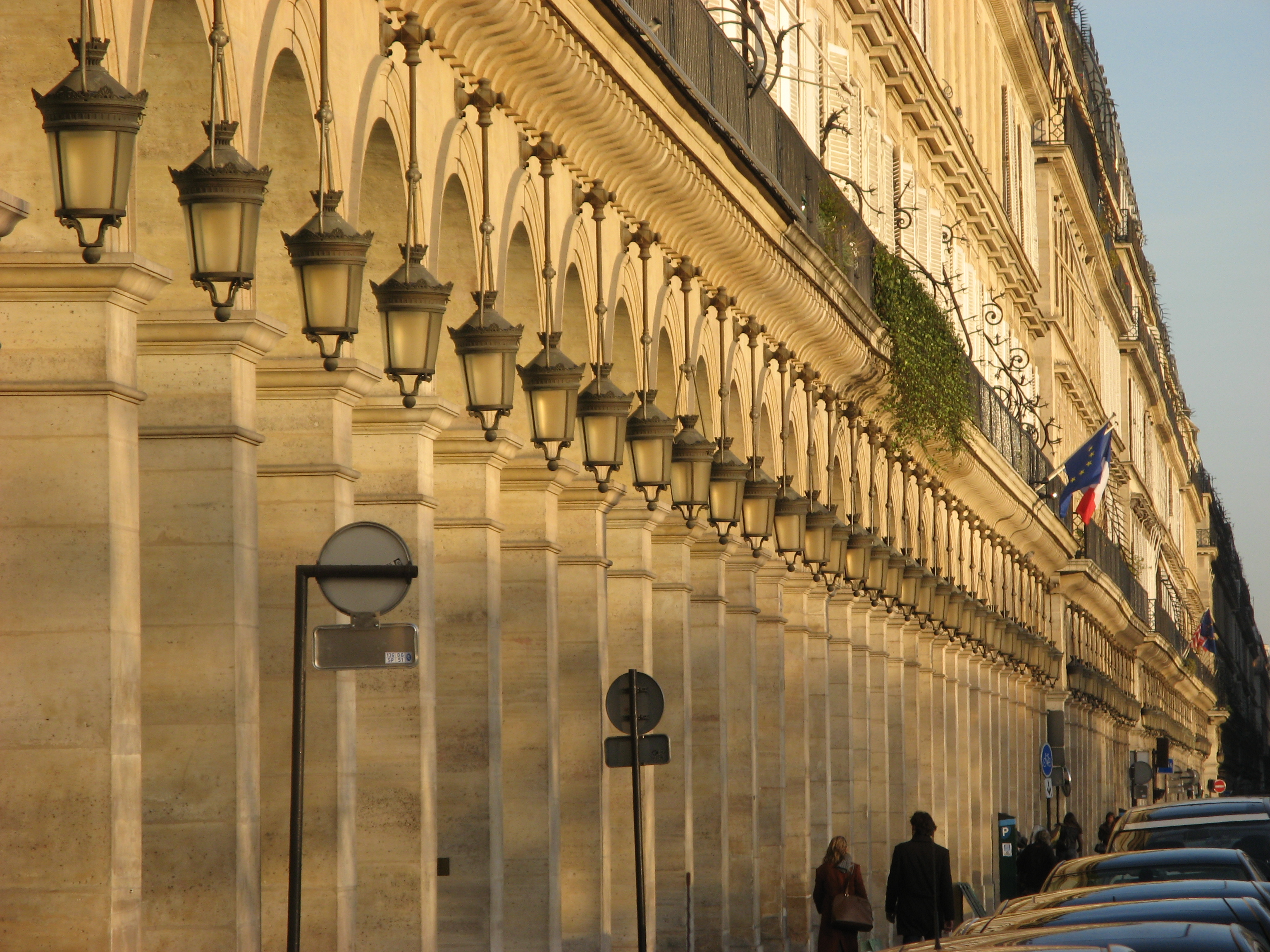
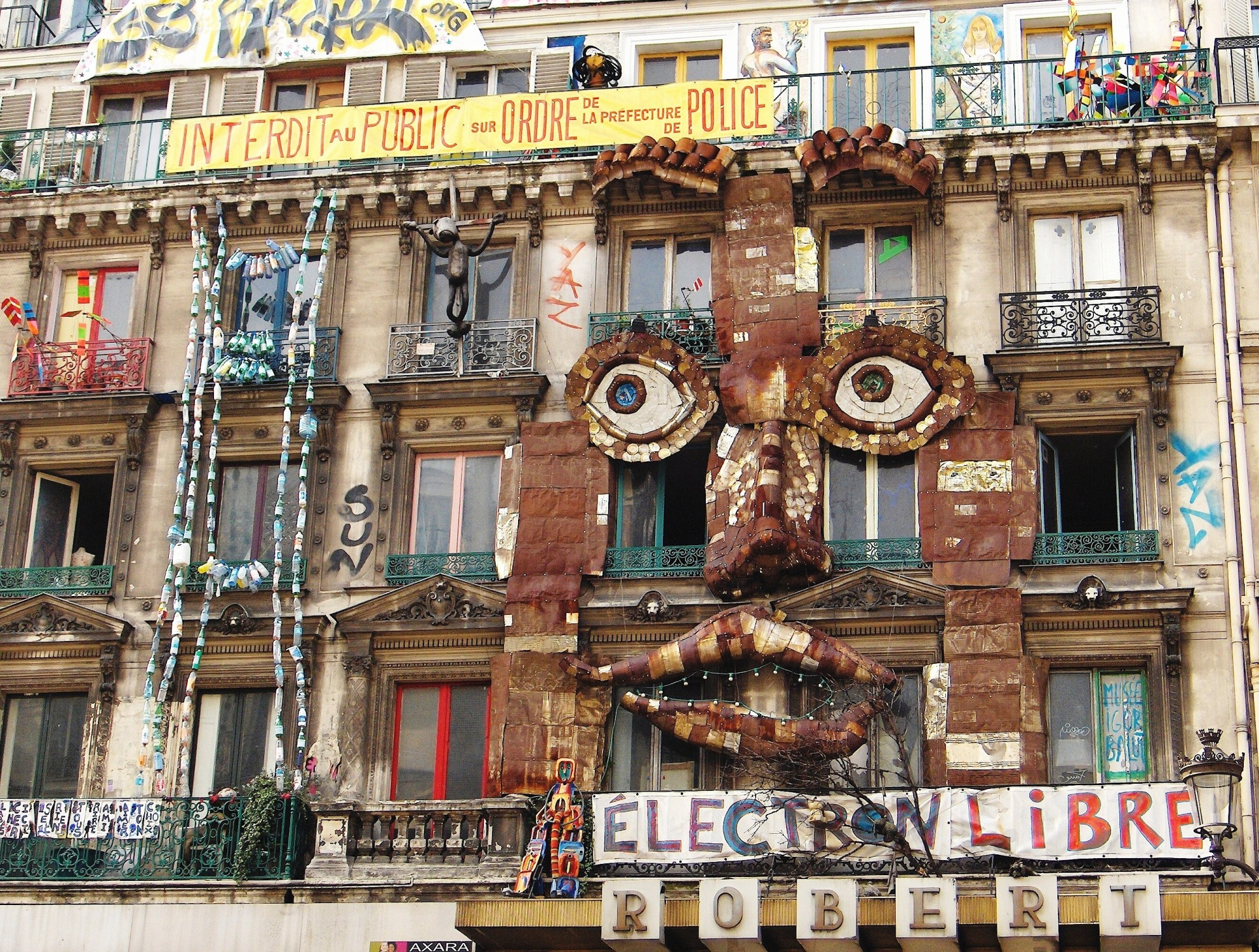